# کلویی سونی
کلویی سونی (انگلیسی: Chloë Stevens Sevigny؛ زادهٔ ۱۸ نوامبر ۱۹۷۴) هنرپیشه، مانکن و طراح اهل ایالات متحده آمریکا است. وی از سال ۱۹۹۵ میلادی تاکنون مشغول فعالیت بوده است.

## گزیدهٔ فیلمشناسی
| سال  | عنوان                                  | نقش          |
| ---- | -------------------------------------- | ------------ |
| ۱۹۹۵ | بچه‌ها                                  | جنی          |
| ۱۹۹۸ | آخرین روزهای دیسکو                     |              |
| ۱۹۹۸ | پالمتتو                                |              |
| ۱۹۹۹ | پسرها گریه نمی‌کنند                     | لانا تیسدل   |
| ۱۹۹۹ | جولین کله‌خر                            | پرل          |
| ۲۰۰۰ | روانی آمریکایی                         | جین          |
| ۲۰۰۰ | اگر این دیوارها می‌توانستند صحبت کنند ۲ |              |
| ۲۰۰۲ | ده دقیقه بزرگ‌تر                        |              |
| ۲۰۰۳ | خرگوش قهوه‌ای                           | دِیزی         |
| ۲۰۰۳ | داگویل                                 | لیز هنسون    |
| ۲۰۰۳ | مهمانی هیولا                           | جیتزی        |
| ۲۰۰۴ | ملیندا و ملیندا                        | لارل         |
| ۲۰۰۵ | مندرلی                                 | فیلومینا     |
| ۲۰۰۵ | گل‌های پرپر                             | دستیار کارمن |
| ۲۰۰۵ | ۳ سوزن                                 |              |
| ۲۰۰۶ | خواهران                                | گریس کولیر   |
| ۲۰۰۷ | زودیاک                                 | ملانی        |
| ۲۰۰۹ | پسرم، پسرم، چه کرده‌ای؟                 | اینگرید      |
| ۲۰۱۰ | بری ماندی                              |              |
| ۲۰۱۳ | لاولیس                                 | ربکا         |
| ۲۰۱۴ | سرسره برقی                             |              |
| ۲۰۱۷ | خروجی‌های طلایی                         |              |
| ۲۰۱۸ | لیزی                                   | لیزی         |